# Декатур (округ, Джорджія)
Шаблон:StateAbbr_ 30°53′ пн. ш. 84°35′ зх. д. / 30.88° пн. ш. 84.58° зх. д.
Округ Декатур (англ. Decatur County) — округ (графство) у штаті Джорджія, США. Ідентифікатор округу 13087.

## Історія
Округ утворений 1823 року.

## Демографія
За даними перепису
2000 року
загальне населення округу становило 28240 осіб, зокрема міського населення було 11956, а сільського — 16284.
Серед мешканців округу чоловіків було 13453, а жінок — 14787. В окрузі було 10380 домогосподарств, 7543 родин, які мешкали в 11968 будинках.
Середній розмір родини становив 3,14.
Віковий розподіл населення поданий у таблиці:
| Стать    | До 15 років | 15-21 | 22-29 | 30-39 | 40-49 | 50-65 | 65-85 | Понад 85 |
| -------- | ----------- | ----- | ----- | ----- | ----- | ----- | ----- | -------- |
| Чоловіки | 3419        | 1477  | 1356  | 1919  | 1970  | 1901  | 1291  | 120      |
| Жінки    | 3268        | 1429  | 1523  | 2081  | 2044  | 2110  | 1992  | 340      |

## Суміжні округи
- Міллер — північ
- Бейкер — північний схід
- Мітчелл — північний схід
- Грейді — схід
- Гедсден, Флорида — південь
- Семінол — захід

## Виноски
1. ↑  U.S. Decennial Census. United States Census Bureau. Архів оригіналу за 26 квітня 2015. Процитовано 21 червня 2014.
2. ↑  Historical Census Browser. University of Virginia Library. Архів оригіналу за 11 серпня 2012. Процитовано 21 червня 2014.
3. ↑  Population of Counties by Decennial Census: 1900 to 1990. United States Census Bureau. Архів оригіналу за 2 лютого 2019. Процитовано 21 червня 2014.
4. ↑  Census 2000 PHC-T-4. Ranking Tables for Counties: 1990 and 2000 (PDF). United States Census Bureau. Архів оригіналу (PDF) за 18 грудня 2014. Процитовано 21 червня 2014.
5. ↑  State & County QuickFacts. United States Census Bureau. Архів оригіналу за 7 червня 2011. Процитовано 21 червня 2014.(англ.) Наведено за англійською вікіпедією.
6. ↑  American FactFinder. Бюро перепису населення США. Архів оригіналу за 21 травня 2008. Процитовано 31 січня 2008.

| США | Це незавершена стаття з географії США. Ви можете допомогти проєкту, виправивши або дописавши її. |